# Achtling
Achtling – nazwa körtlinga bitego w Getyndze od końca XV w. do połowy XVI w., o wartości 8 fenigów.
Nazwę achtling w późniejszym okresie stosowano do groszy maryjnych i południowoniemieckich 2 krajcarów lub ½ batzena.